# Nagyalásony
Nagyalásony ist eine ungarische Gemeinde im Kreis Devecser im Komitat Veszprém.

## Geografische Lage
Nagyalásony liegt 45 Kilometer nordwestlich des Komitatssitzes Veszprém und 15 Kilometer nordwestlich der Kreisstadt Devecser. Nachbargemeinden sind Dabrony, Pápasalomon, Somlóvecse und Vid.

## Geschichte
Nagyalásony wurde bereits im 13. Jahrhundert schriftlich erwähnt, 1488 erstmals unter dem Namen Nagh Alason. Im Jahr 1913 gab es in der damaligen Kleingemeinde 169 Häuser und 932 Einwohner auf einer Fläche von 2436 Katastraljochen. Sie gehörte zu dieser Zeit zum Bezirk Devecsér im Komitat Veszprém.

## Söhne und Töchter der Gemeinde
- János Balázs (1914–1989), Sprachwissenschaftler und Hochschullehrer

## Sehenswürdigkeiten
- Denkmal zur Landnahme vor 1100 Jahren, errichtet 1996
- Evangelische Kirche
- Römisch-katholische Kirche Szent István király, erbaut 1957
- Weltkriegsdenkmal

## Verkehr
In Nagyalásony kreuzen sich die Landstraßen Nr. 8401 und Nr. 8403. Es bestehen Busverbindungen nach Pápa sowie über Devecser nach Ajka. Der nächstgelegene Bahnhof befindet sich gut zehn Kilometer nordwestlich in Vinár.